# Nuits dans les jardins d'Espagne

Nuits dans les jardins d'Espagne (Noches en los jardines de España) est un poème symphonique en forme de rhapsodie de Manuel de Falla.

## Présentation

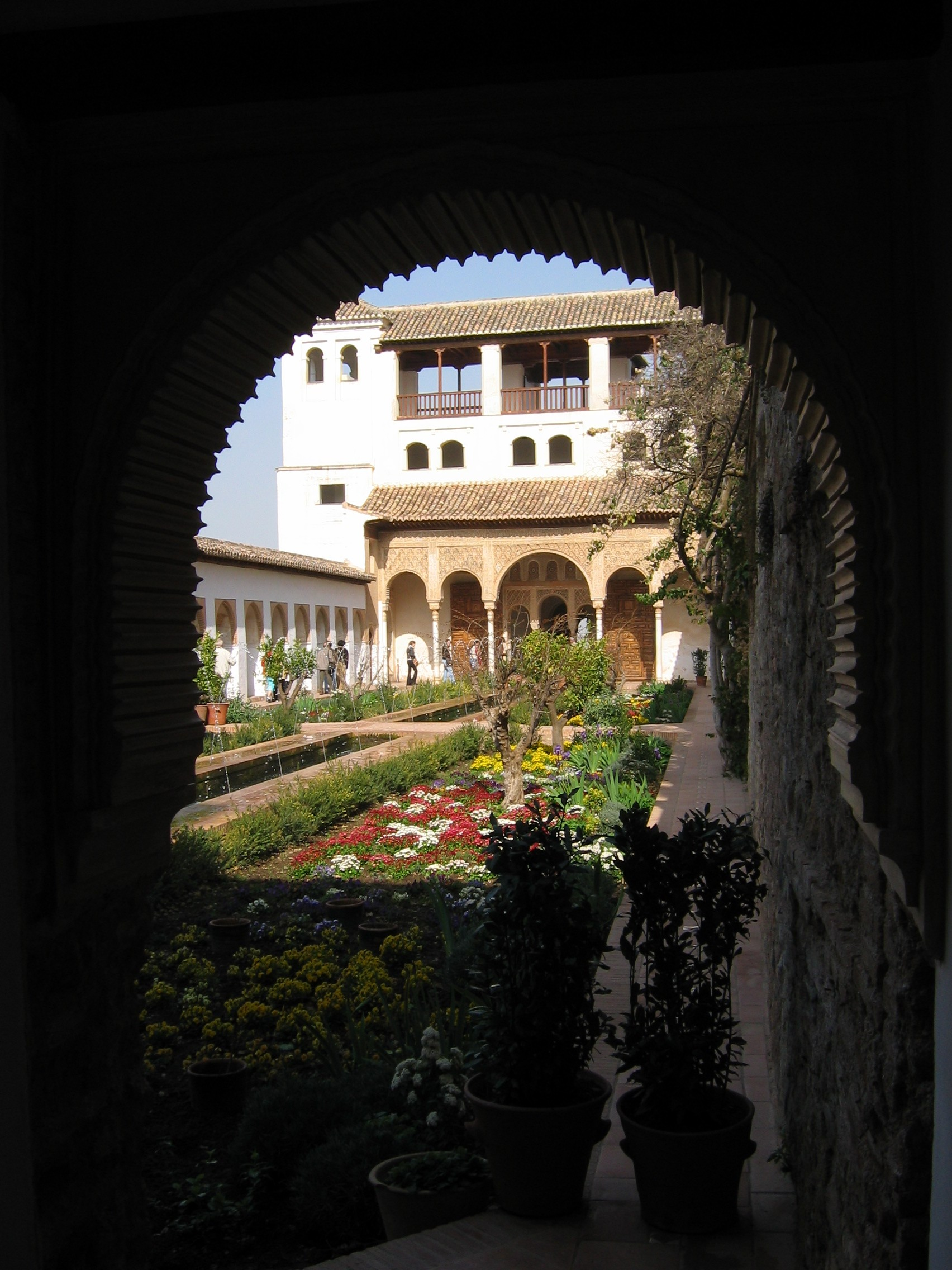
Les jardins du Palais du Generalife, Alhambra (Grenade).

Falla commença à composer ces morceaux comme des nocturnes pour piano seul en 1909, mais le pianiste Ricardo Viñes lui suggéra d'en faire une œuvre pour piano et orchestre. Falla l'acheva en 1915 et la dédia à Ricardo Viñes. Elle fut créée le 9 avril 1916 au Teatro Real par l'orchestre symphonique de Madrid, dirigé par Enrique Fernández Arbós, avec José Cubiles au piano. 
Les Nuits décrivent trois jardins : 
1. En el Generalife (jardins de jasmins du palais de l'Alhambra)[1]
2. Danza lejana (jardin non-identifié prétexte à une danse exotique)
3. En los jardines de la sierra de Córdoba[1] (danse gitane pour la fête de Corpus Christi)

Falla parlait des Nuits dans les jardins d'Espagne comme d'« impressions symphoniques ». La partie de piano est élaborée, brillante et éloquente, mais rarement dominante. La partition pour orchestre est exubérante. Il s'agit de l'œuvre la plus impressionniste du maître de Gadès.

## Instruments
L'œuvre originale est écrite pour piano, trois flûtes et piccolo, deux hautbois et cors anglais, deux clarinettes, deux bassons, quatre cors, deux trompettes , 3 trombones et tubas, timbales, cymbales, triangle, célesta, harpe, et cordes. Sa durée approximative est de 22 à 26 minutes.

## Discographie
- Arthur Rubinstein et l'orchestre symphonique de San Francisco dirigé par Enrique Jorda (RCA).
- Clara Haskil et l'orchestre des Concerts Lamoureux dirigé par Igor Markevitch (Philips).
- Guiomar Novaes et l'orchestre symphonique de Vienne dirigé par Hans Swarowsky (Vox).
- Margrit Weber et l'orchestre symphonique de la Radiodiffusion bavaroise dirigé par Rafael Kubelík (DG)
- Robert Casadesus et l'orchestre de la Suisse romande dirigé par Ernest Ansermet (Cascavelle).
- Alicia de Larrocha et l'orchestre de la Suisse romande dirigé par Sergiu Comissiona (Decca).
- Rafael Orozco et le Joven Orquesta Nacional de España dirigé par Edmon Colomer (Auvidis Valois).
- Josep Colom et l'orchestre de Grenade dirigé par Josep Pons en 1996 (Harmonia Mundi).
- Gonzalo Soriano et l'orchestre national d'Espagne dirigé par Ataulfo Argenta (Decca).
- Martha Argerich et l'orchestre de Paris dirigé par Daniel Barenboïm (Warner)[2].